# Preston North End Football Club 1888-1889
Questa voce raccoglie le informazioni riguardanti il Preston North End Football Club nelle competizioni ufficiali della stagione 1888-1889.

## Rosa
Fonte:
| N. |                        | Ruolo | Calciatore           |
| -- | ---------------------- | ----- | -------------------- |
|    | Inghilterra (bandiera) | P     | Robert Mills-Roberts |
|    | Galles (bandiera)      | P     | James Trainer        |
|    | Inghilterra (bandiera) | D     | Bob Holmes           |
|    | Inghilterra (bandiera) | D     | Robert Howarth       |
|    | Inghilterra (bandiera) | D     | Richard Whittle      |
|    | Inghilterra (bandiera) | C     | John Graham          |
|    | Inghilterra (bandiera) | C     | William Graham       |
|    | Scozia (bandiera)      | C     | Sandy Robertson      |
|    | Scozia (bandiera)      | C     | David Russell        |

| N. |                        | Ruolo | Calciatore        |
| -- | ---------------------- | ----- | ----------------- |
|    | Inghilterra (bandiera) | A     | Archibald Goodall |
|    | Inghilterra (bandiera) | A     | John Goodall      |
|    | Inghilterra (bandiera) | A     | Fred Dewhurst     |
|    | Inghilterra (bandiera) | A     | George Drummond   |
|    | Inghilterra (bandiera) | A     | John Edwards      |
|    | Inghilterra (bandiera) | A     | Jack Gordon       |
|    | Inghilterra (bandiera) | A     | Jock Inglis       |
|    | Scozia (bandiera)      | A     | Jimmy Ross        |
|    | Inghilterra (bandiera) | A     | Samuel Thomson    |

## Statistiche

### Statistiche dei giocatori
Fonte:
| Giocatore        | First Division | First Division | FA Cup   | FA Cup | Totale   | Totale |
| Giocatore        | Presenze       | Reti           | Presenze | Reti   | Presenze | Reti   |
| ---------------- | -------------- | -------------- | -------- | ------ | -------- | ------ |
| F. Dewhurst      | 16             | 12             | 5        | 1      | 21       | 13     |
| G. Drummond      | 12             | 1              | 4        | 0      | 16       | 1      |
| J. Edwards       | 4              | 3              | 0        | 0      | 4        | 3      |
| A. Goodall       | 2              | 1              | 0        | 0      | 2        | 1      |
| J. Goodall       | 21             | 20             | 5        | 2      | 26       | 22     |
| J. Gordon        | 20             | 10             | 5        | 1      | 25       | 11     |
| J. Graham        | 22             | 0              | 4        | 0      | 26       | 0      |
| W. Graham        | 5              | 0              | 0        | 0      | 5        | 0      |
| B. Holmes        | 22             | 0              | 5        | 1      | 27       | 1      |
| R. Howarth       | 18             | 0              | 5        | 0      | 23       | 0      |
| J. Inglis        | 1              | 1              | 0        | 0      | 1        | 1      |
| R. Mills-Roberts | 2              | -2             | 5        | 0      | 7        | -2     |
| S. Robertson     | 21             | 3              | 1        | 0      | 22       | 3      |
| J. Ross          | 21             | 19             | 5        | 2      | 26       | 21     |
| D. Russell       | 18             | 0              | 5        | 1      | 23       | 1      |
| S. Thomson       | 16             | 3              | 5        | 3      | 21       | 6      |
| J. Trainer       | 20             | -13            | 0        | 0      | 20       | -13    |
| R. Whittle       | 1              | 1              | 0        | 0      | 1        | 1      |